# Ophiolimna
Ophiolimna is een geslacht van slangsterren uit de familie Ophiacanthidae.

## Soorten
- Ophiolimna antarctica (Lyman, 1879)
- Ophiolimna bairdi (Lyman, 1883)
- Ophiolimna diastata (Clark, 1911)
- Ophiolimna kucerai Thuy, 2013 †
- Ophiolimna lisae Thuy, 2013 †
- Ophiolimna malagasica Thuy, 2013 †
- Ophiolimna opercularis Koehler, 1907
- Ophiolimna perfida (Koehler, 1904)
- Ophiolimna placentigera (Lyman, 1880)
- Ophiolimna tiamatia Thuy, 2013 †